# Kom (musikalbum)
Kom är ett studioalbum av Lars Winnerbäck som släpptes 24 september 1999. Albumet är inspelat på Atlantis studio av Janne Hansson och i Traxton recording av Christian Edgren. 

## Låtlista
1. Kom - 3:15
2. Kom ihåg mig - 3:45
3. I Stockholm - 3:16
4. Du får mig' - 5:13
5. Du gamla fria nord (Original "Tis of Thee" av Ani DiFranco) - 5:24
6. Måste vara två - 3:59
7. Aldrig riktigt slut - 4:08
8. Hugger i sten - 5:17
9. Söndag 13.3.99 - 4:51
10. Tanken som räknas - 3.30
11. Nästan perfekt (musik av Staffan Hellstrand) - 3.13
12. Fria vägar ut - 4:52

## Singlar

### Söndag 13.3.99
Singeln släpptes den 25 oktober 1999 på Sonet / Universal Music. Singeln producerades av Winnerbäck och designades av Karl-Magnus Boske. Den 13 mars 1999 var egentligen en lördag.

### Låtlista
1. Söndag 13.3.99
2. Blanka golv
3. Kom (akustisk version)

### I Stockholm
Singeln släpptes den 7 februari år 2000

### Låtlista
1. I Stockholm
2. I Stockholm (demo)
3. Fria vägar ut (demo)

## Listplaceringar
| Lista (1999-2000) | Topplacering |
| ----------------- | ------------ |
| Sverige           | 11           |